# 金子孝文
金子 孝文（かねこ たかふみ、1946年11月2日 - ）は、日本の経済学者。コーンズ・アンド・カンパニー・リミテッド顧問（コーンズ・バイオガス担当）
経済企画庁物価局長・生活局長、日本政策投資銀行理事、政策研究大学院大学教授、日本リサーチ総合研究所理事長などを歴任。経済政策関連業務に従事した後、コーンズ・アンド・カンパニー・リミテッド/コーンズ・バイオガス CEO に就任。

## 略歴
- 1963年 駒場東邦高等学校卒業
- 1968年 横浜国立大学経済学部卒業
- 1968年 経済企画庁入庁
- 1973年 行政官在外研究員（コーネル大学）
- 1988年 アメリカ合衆国日本大使館参事官
- 1993年 経済企画庁調整局審議官
- 1996年 経済企画庁経済研究所長
- 1997年 経済企画庁物価局長
- 1998年 経済企画庁国民生活局長
- 2000年 日本政策投資銀行理事
- 2004年 政策研究大学院大学教授
- 2014年 瑞宝中綬章受章